# Євсевій (Орлинський)
Архієпископ Євсевій (в миру Євфимій Полікарпович Орлинський; 1808, село Чорний Верх, Белевський повіт, Тульська губернія - 21 лютого 1883, Могильов) - російський релігійний діяч, ректор Московської духовної семінарії. 
Єпископ Російської православної церкви (безпатріаршої). Єпископ Вінницький Відомства православного сповідання Російської імперії (1847-1850).

## Біографія
Народився в 1808 році в селі Чорний Верх Бєлевського повіту Тульської губернії в родині диякона.
Початкову освіту отримав в Тульській духовної семінарії. У 1828 році вступив до Московської духовної академії, яку закінчив у 1832 році зі ступенем магістра.
29 травня 1832 пострижений у чернецтво; 1 липня висвячений у сан ієродиякона, а 3 липня - у ієромонаха і 29 серпня того ж року призначений інспектором Віфанської духовної семінарії.
З 25 листопада 1834 - інспектор Московській духовній семінарії.
З 21 листопада 1838 року - інспектор і бакалавр Московської духовної академії; 15 жовтня того ж року возведений у сан архімандрита.
17 листопада 1841 призначений ректором Московської духовної академії.
9 квітня 1842 призначений настоятелем Московського Богоявленського монастиря.
31 серпня 1845 переміщений в Високопетрівський монастир.
9 березня 1847 хіротонізовий в єпископа Вінницького з призначенням настоятелем Шаргородського Миколаївського монастиря і ректором Санкт-Петербурзької духовної академії.
10 грудня 1850 переміщений на Самарську кафедру РПЦ (безпатріаршої).
У період свого архіпастирства преосвященний Євсевій побудував ряд церков і заснував декілька монастирів. Так ним побудовані: храм в ім'я Димитрія Солунського з кам'яною огорожею і каплицею в рідному селі Чорний Верх і Покровська церква в м. Самарі. У Самарі ж ним заснований Іверський жіночий монастир, а в Бузулуці - чоловічий Спасо-Преображенський.
Коли преосвященний Євсевій прощався зі своєю Самарської паствою, то всі, хто знаходився в той час в храмі, не могли втриматися від сліз. Щиро плакали, від серцевої прикрості, викликаної майбутньої розлукою.
З 3 листопада 1856  - єпископ Іркутський і Нерченський.
У березні 1858 архієпископ.
З 29 серпня 1860 архієпископ Могильовський і Вітебський у Біларусі.
Враховував потреби своєї різнорідної пастви, і там, де була потрібна національна мова для розуміння слова Божого, не боявся здійснювати богослужіння на національній мові, як це він зробив в одній з церков Могильовської єпархії, де знаходилося багато переселенців-латишів. Паства дуже любила його за доброту і батьківське ставлення до потреб пастирів і пастви.
До 1876 року був почесним членом Санкт-Петербурзької духовної академії.
16 квітня 1878 обраний в члени Святійшого Синоду.
6 жовтня 1882 звільнений на спокій із залишенням у званні члена Святійшого Синоду.
Помер 21 лютого 1883 року. Похований в Могильовському Спаському монастирі.

## Праці
- Беседы о христианской свободе. — СПб., 1864. Утешение в скорби и болезни. — СПб., 1849, 1874; М., 1879.
- Размышление на молитву Господню. — СПб., 1871.
- Поучение о христианской надежде и любви. Беседы на 1-е соборное послание святого апостола Иоанна Богослова. — СПб., 1864; 2-е изд. — СПб., 1881.
- О подвиге покаяния // Русский паломник. — 1895, № 7, с. 98—100.
- О воспитании детей в духе христианского благочестия. — М., 1844; 2-е изд. — СПб., 1857; 3-е изд. — СПб., 1876.
- Беседы на воскресные и праздничные Евангелия. — М., 1855; 2-е изд. — СПб., 1863; 3-е изд. —1876.
- Беседы на святое Евангелия от субботы Лазаревой до Сошествия Святого Духа. Размышления на Символ веры. — СПб., 1871.
- Проповеди на все воскресные и праздничные дни: в 2 т. — СПб., 1870.
- Беседы на воскресные и праздничные чтения из Апостола: в 2 ч. — СПб., 1867. Беседы о пьянстве. — М., 1864. Пять слов, на Новый год, в Неделю мясопустную, в Неделю Православия, на Благовещение, в Великий Пяток. — СПб., 1863.
- Беседы о своей душе. — СПб., 1863 и 1873.
- Беседы о христианской свободе к получившим свободу от крепостной зависимости. — СПб., 1861, 2-е изд. — СПб., 1864.
- Наставление священникам, служащим между язычниками и новообращенными в православной вере. — СПб., 1860.
- Слово к самарской пастве. — М., 1857.
- Размышления о страданиях Господа нашего Иисуса Христа // Прибавления к Творениям святых отцов в русском переводе. — 1844, ч. 2; 2-е изд. — СПб., 1848.
- О семейных обязанностях // Прибавления к Творениям святых отцов в русском переводе. — 1844, ч. 2; 2-е изд. — СПб., 1848.
- О трояком служении Иисуса Христа // Прибавления к Творениям святых отцов. — 1844, ч. 2 и СПб., 1848.
- Речь к Святейшему Синоду по наречении епископом Винницким // Христианское чтение. — 1847, ч. 2.
- О приготовлении рода человеческого к принятию Спасителя. — М., 1845 и // Прибавления к Творениям святых отцов в русском переводе. — 1845, ч. 3.
- Две беседы к готовящимся принять священство. — СПб., 1850.
- Три письма Евсевия, епископа Самарского, к Иннокентию, архиепископу Херсонскому // Самарские епархиальные ведомости. — 1886, № 12, с. 231—239.
- Перевод на русский язык: Достопамятные сказания о подвижничестве святых и блаженных отцев // Православный собеседник. — 1893, март, с. 5.